# Vegni
Vegni è una frazione quasi disabitata del comune di Carrega Ligure, in provincia di Alessandria, situata in alta Val Borbera a 1.040 m. d'altezza sul livello del mare, vicino al monte Antola.
Lungo la strada, poco prima di arrivare in paese, s'incontra la cappelletta di San Rocco, patrono di Vegni che è totalmente immersa nel verde vicino ad un'anziana mulattiera.
Sicuramente uno dei simboli di Vegni è la sua chiesa di Santa Maria Assunta che è stata costruita durante gli anni 1624-1635 ed è veramente molto caratteristica e suggestiva. Se la si volesse visitare è possibile farlo nel periodo estivo perché alla Domenica è ancora celebrata la Santa Messa.
La frazione rimane poco frequentata e quasi disabitata d'inverno ma si ripopola sempre durante le feste e soprattutto nella stagione estiva.
La festa del paese si celebra l'ultima Domenica di Luglio durante la quale si può partecipare alla processione e si possono condividere momenti di allegria al circolo ACLI.
Vegni è la frazione ancora abitata più alta del comune di Carrega Ligure.
Si può' ammirare tutto lo splendore del paese di Vegni ed immergersi ancora nella sua storia attraverso il suo sito internet che è sempre molto aggiornato ed è disponibile all'indirizzo vegni-valborbera.it.

## Storia
1204, Vegni è citato per la prima volta
1204, Vegni è citato per la seconda volta col nome di Vegna
1281, Vegni è citato col nome di Herizone de Vegno
1523, Vegni diventa feudo della famiglia genovese dei Doria
1575, Vegni è unito alla parrocchia di Carrega
1624, Vegni ritorna parrocchia autonoma e inizio della costruzione della chiesa di Santa Maria Assunta
1635, Fine della costruzione della chiesa di Santa Maria Assunta
1795, Le parrocchie di Vegni e Reneuzzi sono unite
1797, Occupazione della Repubblica di Genova da parte di Napoleone che diventa Repubblica Ligure e fine dei diritti feudatari dei Doria
1805, Vegni è annesso all'Impero Francese nel Dipartimento di Genova e come parte del comune di Mongiardino
1815, Vegni entra a far parte della regione Liguria nel Regno di Sardegna nella Provincia di Novi come frazione di Carrega Ligure
1831, Le parrocchie di Vegni e Reneuzzi ritornano autonome
1860, Col decreto Rattazzi entra a far parte del Piemonte nella provincia di Alessandria
1878, Ampliamento della chiesa di Santa Maria Assunta
1899, Inizia la costruzione della canonica
1943-1945, Lotta partigiana in val Borbera, negli scontri è coinvolto anche Vegni
1959, Nasce da 31 famiglie residenti a Vegni il Consorzio Rurale di Vegni
1969, La strada carrabile arriva a Vegni e con essa le prime auto
1979, L'acquedotto arriva a Vegni
1998, Nasce il Circolo ACLI Il Carmetto su iniziativa di 10 abitanti di Vegni, oggi raccoglie 50 famiglie di origine vegnina.
2005, Nasce il sito ufficiale di Vegni vegni-valborbera.it per non dimenticare la storia del paese.
2015, Esattamente 10 anni dopo la sua creazione, il sito del paese di Vegni vegni-valborbera.it si regala una nuova veste grafica e si arricchisce di contenuti.

## Manifestazioni e attività
Alcune manifestazioni di Vegni: 
- Triangolare di Calcio
- Rivisitazione degli Antichi Mestieri
- Lotteria di Ferragosto,
- Processione di San Rocco, l'ultima Domenica di Luglio
- Grigliata,
- Polentata,

## Società

### Evoluzione demografica
Abitanti censiti

## Istituzioni, enti e associazioni
- Consorzio Rurale di Vegni, fondato nel 1959
- Circolo ACLI Il Carmetto, fondato nel 1998

## Fonte
- SIto ufficiale del paese di Vegni in alta Val Borbera, su vegni-valborbera.it.